# Veľká Lesná
Veľká Lesná (allemand : Reichwald ) est un village de Slovaquie situé dans la région de Prešov.

## Histoire
Première mention écrite du village en 1338.

## Démographie

### Évolution de la population
| Année:               | 1994. | 2004.    | 2014.   | 2024.   |
| -------------------- | ----- | -------- | ------- | ------- |
| Nombre de personnes: | 414   | 494      | 478     | 498     |
| Différence:          |       | +19,32 % | -3,23 % | +4,18 % |

| Année:               | 2023. | 2024.   |
| -------------------- | ----- | ------- |
| Nombre de personnes: | 493   | 498     |
| Différence:          |       | +1,01 % |